# 韩肇康
韩肇康（1943年—），男，上海人，中华人民共和国政治人物、外交官。

## 生平
韩肇康毕业于北京广播学院葡萄牙语班。1964年，进入中华人民共和国外交部工作，曾任驻葡萄牙大使馆参赞。1988年，以参赞衔任中葡联合联络小组中方代表。1997年7月，出任中葡联合联络小组中方首席代表，兼任澳门特别行政区筹备委员会委员。1999年12月，改任外交部驻澳门特派员公署副特派员。2002年4月，离任回京。